# ديريك أوكونور
ديريك أوكونور (بالإنجليزية: Derrick O'Connor)‏ هو ممثل أيرلندي، ولد في 3 يناير 1941 بدبلن في جمهورية أيرلندا، وتوفي في 29 يونيو 2018 في الولايات المتحدة بسبب ذات الرئة.

## أعمال

### أفلام
- (1987) أمل ومجد
- (1998) ارتفاع عميق[5]
- (1999) نهاية الأيام[6]
- (2003) ديردفيل[7]
- (2006) صندوق الرجل الميت

### مسلسلات
- إيلياس

## وصلات خارجية
- ديريك أوكونور على موقع IMDb (الإنجليزية)
- ديريك أوكونور على موقع ألو سيني (الفرنسية)
- ديريك أوكونور على موقع أول موفي (الإنجليزية)
- ديريك أوكونور على موقع قاعدة بيانات الأفلام السويدية (السويدية)
- ديريك أوكونور على موقع قاعدة بيانات الفيلم (الإنجليزية)
- ديريك أوكونور على موقع كينوبويسك (الروسية)